# Pałna (rejon mohylewski)
Pałna (biał. Пална; ros. Полна) – wieś na Białorusi, w obwodzie mohylewskim, w rejonie mohylewskim, w sielsowiecie Sidarawiczy. 